# The Secret
The Secret (dt. Das Geheimnis) ist ein von Rhonda Byrne und Paul Harrington für Prime Time Productions produzierter parawissenschaftlicher Film, der in Anlehnung an Positives Denken das „Gesetz der Anziehung“ (engl. law of attraction) vorstellte. Er gilt als Vorgänger des von Drew Heriot produzierten Films Der Moses Code. Rhonda Byrne veröffentlichte im selben Jahr das gleichnamige Buch The Secret (deutsch: Das Geheimnis, Arkana Verlag), in dem sie die Aussagen des Films erläutert und vertieft.

## Inhalt
Rhonda Byrne interviewt einige Erfolgs-Coaches, Beziehungs- und Motivationstrainer Amerikas sowie zwei angebliche Quantenphysiker, die sich seit Jahren mit dem so genannten „Geheimnis“ beschäftigen. Diese erläutern in Interviews ihre Sichtweise des „Gesetzes der Anziehung“, und die Aussagen werden durch Filmsequenzen illustriert.
Die Kernaussage des Films ist, dass die Gedanken und Gefühle jedes einzelnen Menschen reale Gegebenheiten anziehen bzw. erzeugen. Nach Aussage der im Film Auftretenden hat dieses „Gesetz der Anziehung“ Auswirkungen auf jeglichen Aspekt unseres Seins, wie Gesundheit, zwischenmenschliche Beziehungen, Geld, Beruf usw. Dies geschehe nicht zufällig, sondern mit der Sicherheit und Genauigkeit eines Naturgesetzes. Es wird ebenfalls erklärt, dass das „Geheimnis“ nur wenigen Menschen bekannt gewesen sei, die kein Interesse daran gehabt hätten, es mit anderen zu teilen.

### Die früheren „Lehrer“
Der Film nennt frühere sogenannte „Lehrer“, die vom „Gesetz der Anziehung“ gewusst und dieses auch erfolgreich angewandt haben sollen. Zitate dieser Personen sollen deren Kenntnis über das Gesetz der Anziehung bestätigen. Dazu zählen u. a. bedeutende Künstler und Wissenschaftler der Vergangenheit, beispielsweise Ludwig van Beethoven, Albert Einstein und Hermes Trismegistos.

### Die heutigen „Lehrer“
Die heutigen „Lehrer“ sind laut Film Fachleute oder Autoren in den Bereichen der Quantenphysik, Psychologie, Metaphysik, Theologie, Philosophie, Medizin und der Persönlichkeitsentwicklung.
Dieser Abschnitt beginnt mit einem Autor namens Bob Proctor, ihm folgen: John Assaraf, Michael Beckwith, Lee Brower, Jack Canfield, John F. Demartini, Marie Diamond, Mike Dooley, Bob Doyle, Hale Dwoskin, Morris E. Goodman, John Gray, John Hagelin, Bill Harris, Ben Johnson, Loral Langemeier, Lisa Nichols, James Arthur Ray, David Schirmer, Marci Shimoff, Joe Vitale, Frederick E. Dodson, Denis Waitley, Neale Donald Walsch und Fred Alan Wolf. Einige dieser Lehrer sind auch im deutschsprachigen Raum bekannt, wie z. B. Fred Alan Wolf, John Gray mit seinem Buch „Männer sind anders. Frauen auch. Männer sind vom Mars, Frauen sind von der Venus“, Neale Donald Walsch mit seiner Buchreihe „Gespräche mit Gott“. 

## Kritiken
In der IMDb stand der Film am 4. April 2009 bei 5,3 von 10 Punkten (3.343 Stimmen).
- Wissenschaftlichkeit – soll das oberstes Prinzip der "revolutionären" Dokumentation sein. Dabei ist die Botschaft nicht mehr als ein von Scharlatanen entwickeltes Konzept, ihre kommerziellen Ziele zu erreichen. – Filmreporter.de[1]
- Während Winfrey, Kidman und sämtliche US-Zeitungen "The Secret" vergöttern, schreien Ärzte und Fachleute auf. Auslöser für die teils heftige Kritik war eine junge Frau, die im amerikanischen Fernsehen behauptet hatte, ihren Brustkrebs mit "The Secret" bekämpft zu haben. "’The Secret’ ist nicht nur falsch. Es ist gefährlich. Menschen könnten sterben, weil sie denken, sie benötigten keine medizinische Hilfe mehr", so Richard Wender, Vorstand eines amerikanischen Krebsforschungszentrums, auf ABC. – Vanity Fair[2]

## Trivia
Der am Film mitwirkende Motivationsredner James Arthur Ray wurde später wegen fahrlässiger Tötung zu zwei Jahren Haft verurteilt, da 2009, unter seiner Verantwortung, in einer überhitzten Schwitzhütte drei Kunden während einer „Reinigungszeremonie“ ums Leben gekommen waren.
Elliot Rodger, der Amokläufer von Isla Vista, erwähnt das gleichnamige Buch zum Film (neben dem ebenfalls zur Neugeist-Literatur zählenden Werk Die Macht Ihres Unterbewusstseins von Joseph Murphy) in seinem ‚Manifest‘ und wie er, im Glauben an das Gesetz der Anziehung, mehrmals vergeblich versucht hatte, durch positives Denken bei Powerball zu gewinnen.
Einige Autoren werden auf Webseiten genannt, die für das Network Marketing werben.